# Облешево
Облешево или Облешово (на македонска литературна норма: Облешево) е село в източната част на Северна Македония, център на община Чешиново-Облешево.

## География
Селото е разположено в Кочанското поле, югозападно от град Кочани на железопътната линия свързваща Кочани с долината на река Вардар.

## История
В XIX век Облешево е село в Кочанска кааза на Османската империя. Според статистиката на Васил Кънчов („Македония. Етнография и статистика“) от 1900 г. Облешево има 350 жители, от които 175 българи християни и 175 турци.
В началото на XX век българското население на селото са под върховенството на Българската екзархия. По данни на секретаря на екзархията Димитър Мишев („La Macédoine et sa Population Chrétienne“) през 1905 година в Облешово има 160 българи екзархисти.
При избухването на Балканската война в 1912 година един човек от Облешево е доброволец в Македоно-одринското опълчение.
След Междусъюзническата война в 1913 година селото попада в Сърбия.
Според Димитър Гаджанов в 1916 година в Облешово живеят 170 турци, 35 цигани мохамедани и 109 българи.
През 1922-1923 година в селото е открита поща, която функционира до 6 април 1941 година.
По време на българското управление във Вардарска Македония в годините на Втората световна война, Георги М. Георгиев от Тетово е български кмет на Облешево от 5 февруари 1943 година до 9 септември 1944 година.
Църквата „Света Неделя“ е изградена и осветена в 1976 година от митрополит Наум Злетовско-Струмишки.
През 2006 г. във връзка със сливането на старите общини Чешиново и Облешево възниква спор между двете големи села Чешиново и Облешево, кое трябва да е новият общински център. Стига се до провеждането на референдум според, който Облешево става общински център.
Облешевци са заети главно в земеделието и най-вече в отглеждането на ориз.
Според преброяването от 2002 година селото има 1131 жители, от които:
| Националност     | Всичко |
| северномакедонци | 1129   |
| албанци          | 0      |
| турци            | 0      |
| роми             | 0      |
| власи            | 0      |
| сърби            | 1      |
| бошняци          | 0      |
| други            | 1      |

## Личности
Родени в Облешево
- Бекир Юсеинов (Облешевски), щипски войвода на ВМРО, вероятно от Държани
- Весел Юсуфов, български революционер, деец на ВМОРО, четник в четата на Иван Бърльо в март - май 1915 година[9]
- Шабан Шакир (Облешевски), щипски войвода на ВМРО